# Tramwaje w Oruro
Tramwaje w Oruro – zlikwidowany system komunikacji tramwajowej w boliwijskim mieście Oruro działający w latach 1907–1914.

## Historia
Pierwszą linię tramwajową otwarto 9 lipca 1907, była to linia tramwaju konnego. Trasa wiodła od Calle 6 de Octubre na południe do Plaza 10 de Febrero i dalej na zachód do Calle Murguía. 22 stycznia 1908 spółka obsługująca linię tramwajową Ferrocarril Urbano de Oruro zamówiła w JG Brill Co. w Filadelfii dwa wagony tramwajowe, które oznaczono nr 1 i 2. W lutym zamówiono jeszcze jeden wagon. W tym samym roku otwarto nową linię tramwajową do dworca kolejowego. Częste wypadki i kolizje zwłaszcza w godzinach nocnych doprowadziły do podjęcia decyzji o likwidacji tramwajów co nastąpiło 30 czerwca 1914.